# Fuerzas Armadas de Eslovaquia
Las Fuerzas Armadas de la República Eslovaca alcanzan los 14.000 efectivos de personal uniformado. Eslovaquia se unió a la OTAN en marzo de 2004. Desde 2006 el ejército se ha transformado en una organización enteramente profesional y el servicio militar obligatorio ha sido abolido.

## Estructura de las Fuerzas Armadas
- Fuerzas de Tierra - están constituidas de dos brigadas de infantería mecanizada.
- Fuerza y Defensa Aérea - comprende un ala de aviones caza, un ala de helicópteros utilitarios, y una brigada SAM.
- Fuerzas de Apoyo y Entrenamiento - comprende el NSE - Elemento de Apoyo Nacional (Batallón Multifuncional, Batallón de Transporte, Batallón de Reparaciones), la guarnición de la ciudad capital Bratislava, así como un Batallón de Entrenamiento, y varias bases de logística, comunicación e información.
- Mezcla de fuerzas bajo el comando directo del jefe de Estado Mayor - el 5.º Regimiento de Fuerzas Especiales

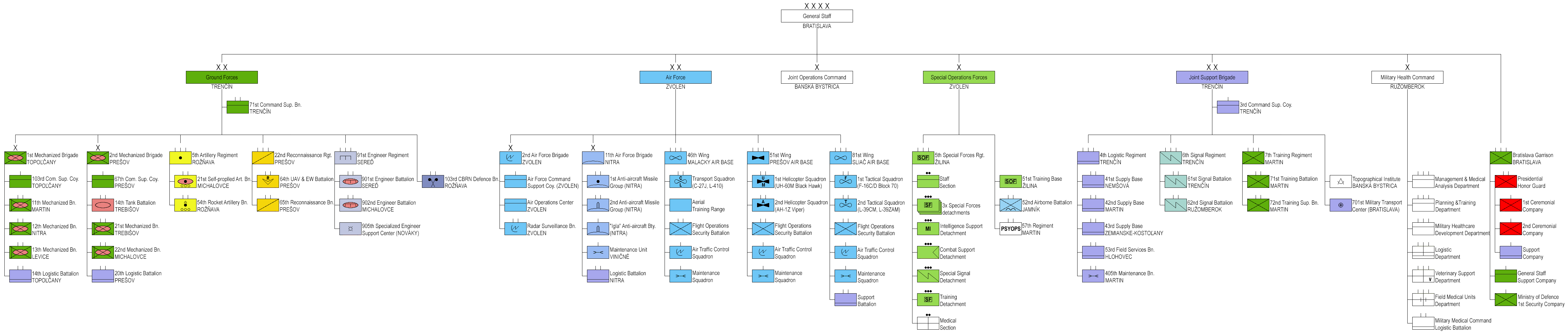
Estructura de las Fuerzas Armadas de la República Eslovaca en 2024

Los planes de reforma de la defensa de Eslovaquia están recogidos en el Force 2015 Long-Term Plan, que destaca en un equilibrio entre requerimientos y recursos, y que prevé una fuerza capacitada para el combate profesionalizada de 22.000 efectivos de personal uniformado en 2009.

## Equipos de combate

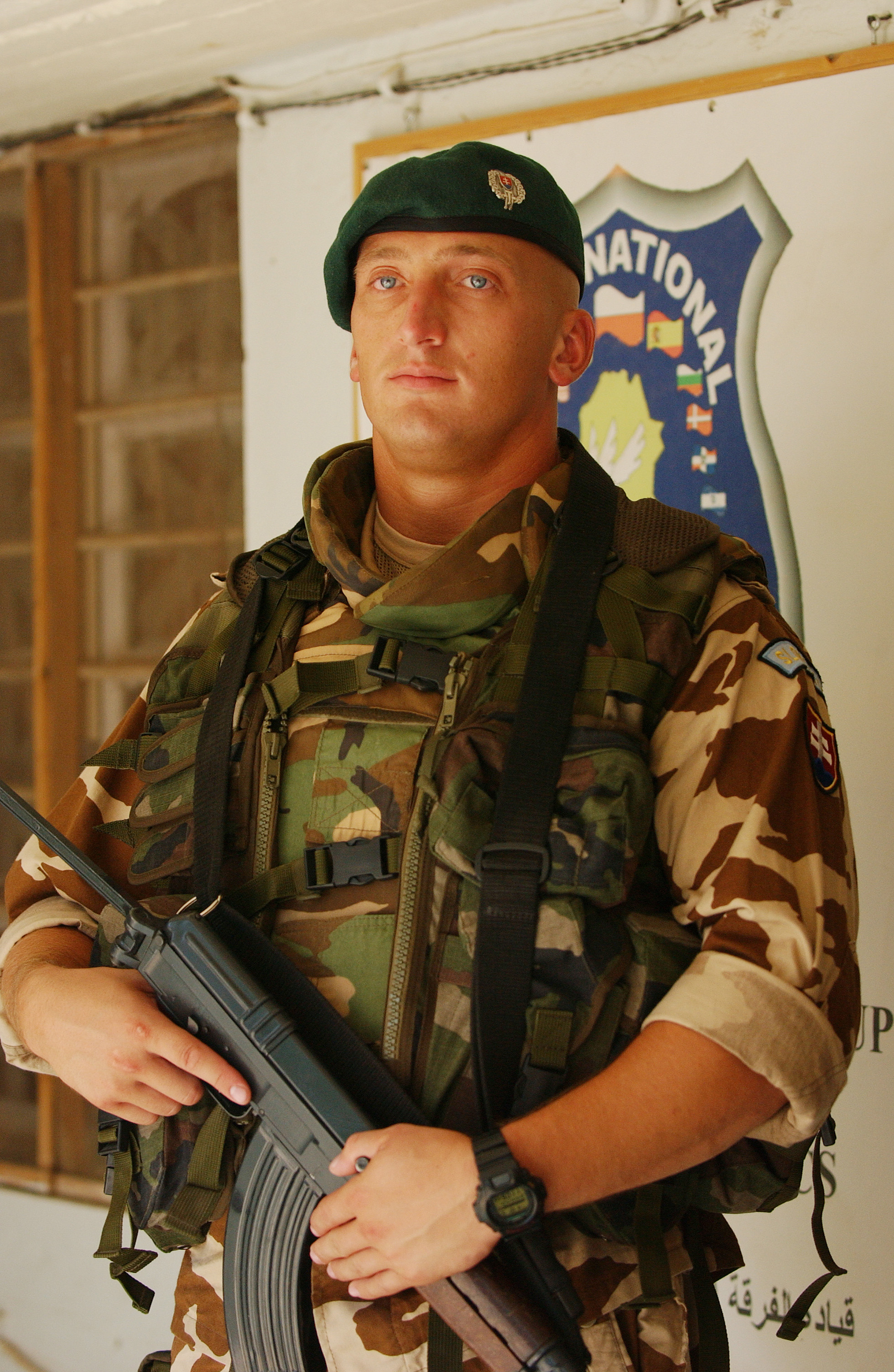
Un soldado del ejército eslovaco monta guardia en frente del cuartel general de la División Multinacional Central Meridional en Camp Echo, Irak.

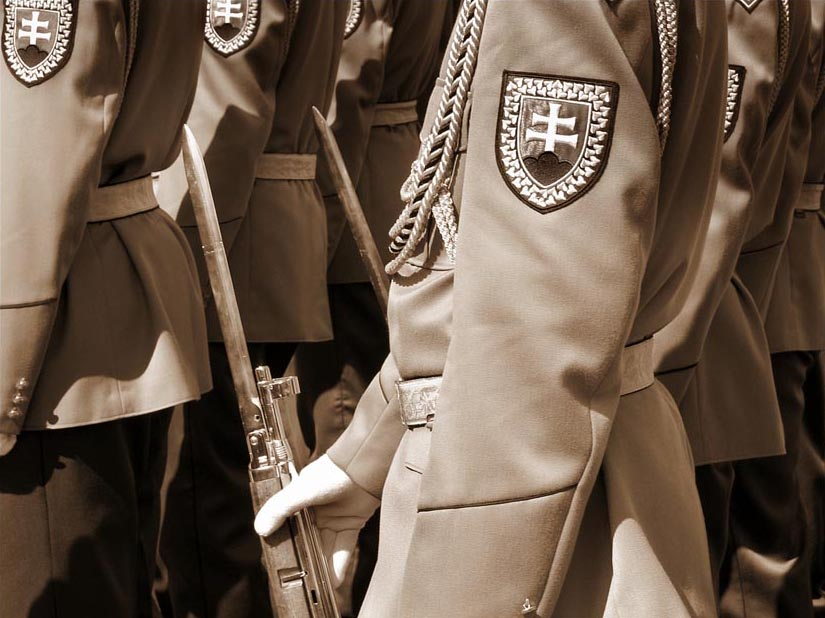
Soldados eslovacos en un desfile.

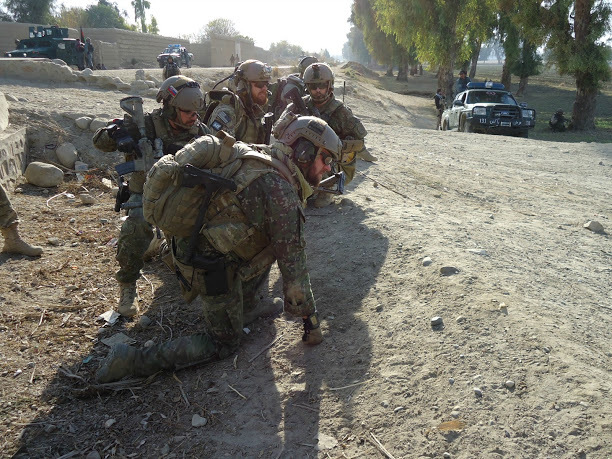
5.º Regimiento de Fuerzas Especiales en Afganistán, equipados con fusiles de asalto HK416.

### Armas de infantería
- Grand Power K100 Pistola estándar
- vz. 58 Fusil de asalto estándar
- CZ-805 BREN Fusil de asalto en proceso de pruebas técnicas, como reemplazo del vz 58.
- Heckler & Koch G36 utilizado por el 5.º Regimiento de Fuerzas Especiales
- Heckler & Koch HK416 utilizado por el 5.º Regimiento de Fuerzas Especiales. En 2009 el regimiento fue rearmado y los HK416 y HK417 son los fusiles de asalto estándar del regimiento.
- Heckler & Koch HK417 utilizado por el 5.º Regimiento de Fuerzas Especiales
- FN Minimi ametralladora ligera utilizada por el utilizado por el 5.º Regimiento de Fuerzas Especiales
- Škorpion vz. 61
- Heckler & Koch MP5 utilizado solo por el 5.º Regimiento de Fuerzas Especiales
- Barrett M82 fusil de francotirador
- Heckler & Koch UMP utilizado por el 5.º Regimiento de Fuerzas Especiales y la Policía Militar
- Uk vz. 59 ametralladora media
- Fusil de francotirador Dragunov (SVD)
- Fusil de francotirador Accuracy International Arctic Warfare 12.7 AW.50 MK2, de 12,7 mm.
- AT-4 Spigot
- Carl Gustav M2 Cañón sin retroceso utilizado por las fuerzas especiales
- AGS-17 Lanzagranadas automático
- RPG-75 Lanzacohetes antitanque
- SIG-Sauer SSG 3000
- Avtomat Kalashnikov 103

### Fuerzas de Tierra
Carros de combate
- T-72 - 30 - solo unos pocos están en servicio
- T-72M2 Moderna - solo unas pocas versiones de prueba

APC
- BVP-2 - 91 - Vehículo de combate de infantería
- BPsV - 71 - Vehículo de reconocimiento
- OT-90 - 205 (56 en servicio) - Vehículo de transporte blindado de personal
- OT-64 - Vehículo de Transporte de Personal
- Aligátor 4x4 - 42 - Vehículo ligero blindado fuera pista (muchas versiones)
- Tatrapan 6x6 - 70+ - Vehículo blindado fuera pista (muchas versiones)
- Maxxpro MRAP
- Iveco LMV - 10 - Vehículo blindado ligero fuera pista
- BAE RG-32M - 7 - Vehículo blindado ligero fuera pista

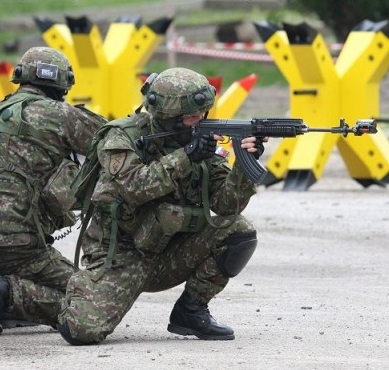
Soldados eslovacos del 12.º Batallón Mecanizado.

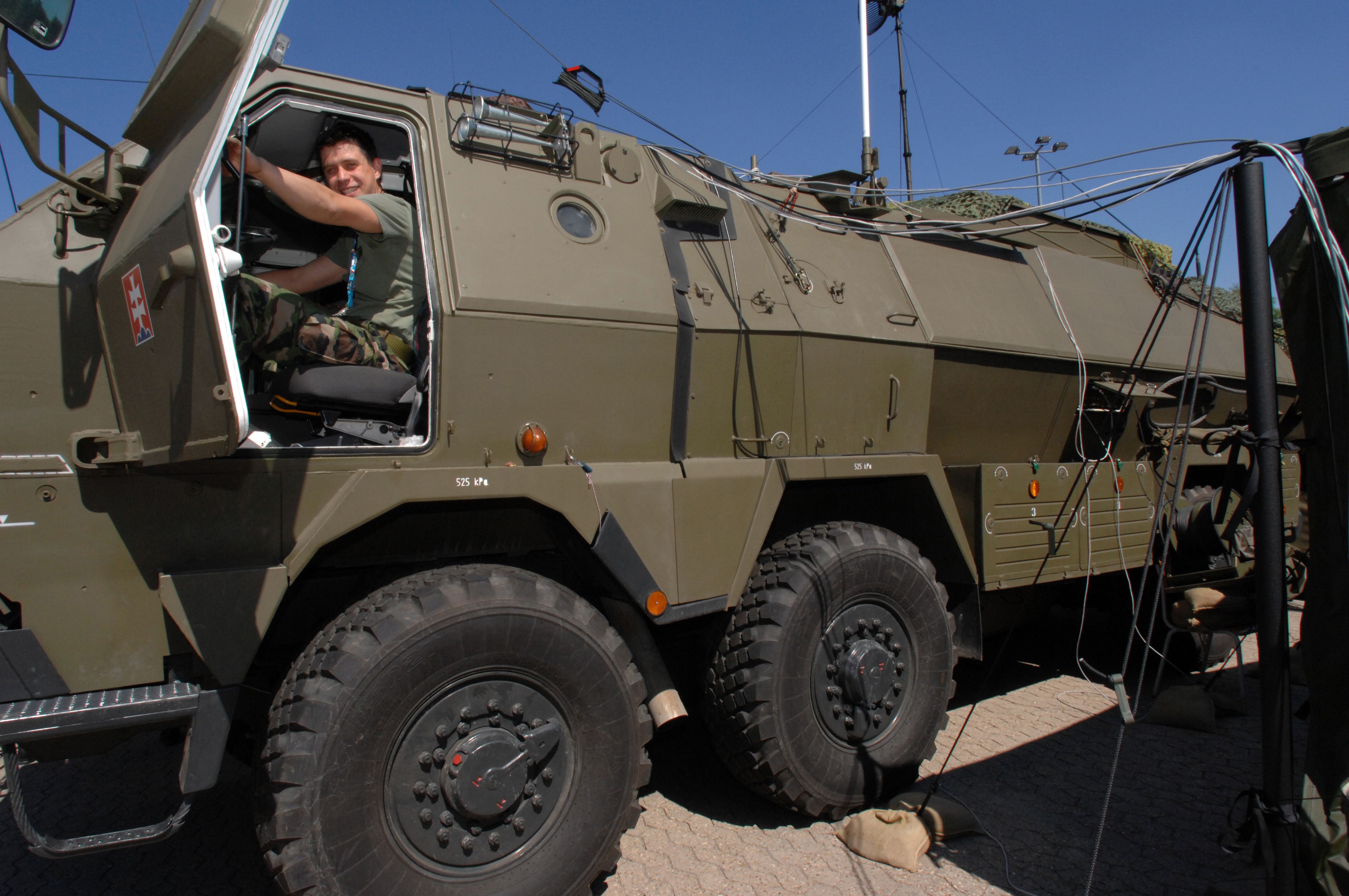
Vehículo blindado Tatrapan 6x6.

Artillería
- D-30 122 mm - 74 (solo como cañón de ceremonias)
- RM-70 MODULAR - 26 Actualizado para la OTAN
- ShKH Zuzana 155 mm NATO – 16

Camiones militares
- AKTIS[4]
- Tatra 815 (muchas versiones)
- Praga V3S (para ser remplazado)

Vehículos ligeros todoterreno
- Land Rover Defender 110 SW
- UAZ-469 (para ser remplazado)
- Nissan Navara, Nissan Pathfinder
- Mercedes-Benz Clase G
- Humvee - 5.º Regimiento de Fuerzas Especiales

Equipos de desminado ligeros
- Božena 4
- Božena 3
- BELARTY UOS 155
- SVO Archivado el 2 de abril de 2016 en Wayback Machine. sistema autopropulsado de desminado con sistemas de lanzamiento

Vehículos posapuente
- AM-50
- MT-55
- PM-55
- PMS TATRA 815

Vehículos anfibios
- PTS (vehículo anfibio)
- BRDM-2
- OT-64

Vehículos adaptados para ambulancia militar
- AMB-S
- Volkswagen Transporter (T4)
- Mercedes-Benz Clase G
- GAZ-2975

Vehículos de recuperación
- VPV
- VT-72
- VT-55
- AV-15

Nota — Todos los datos están actualizados a 1.1.2013

## Fuerza Aérea
- Aeronaves

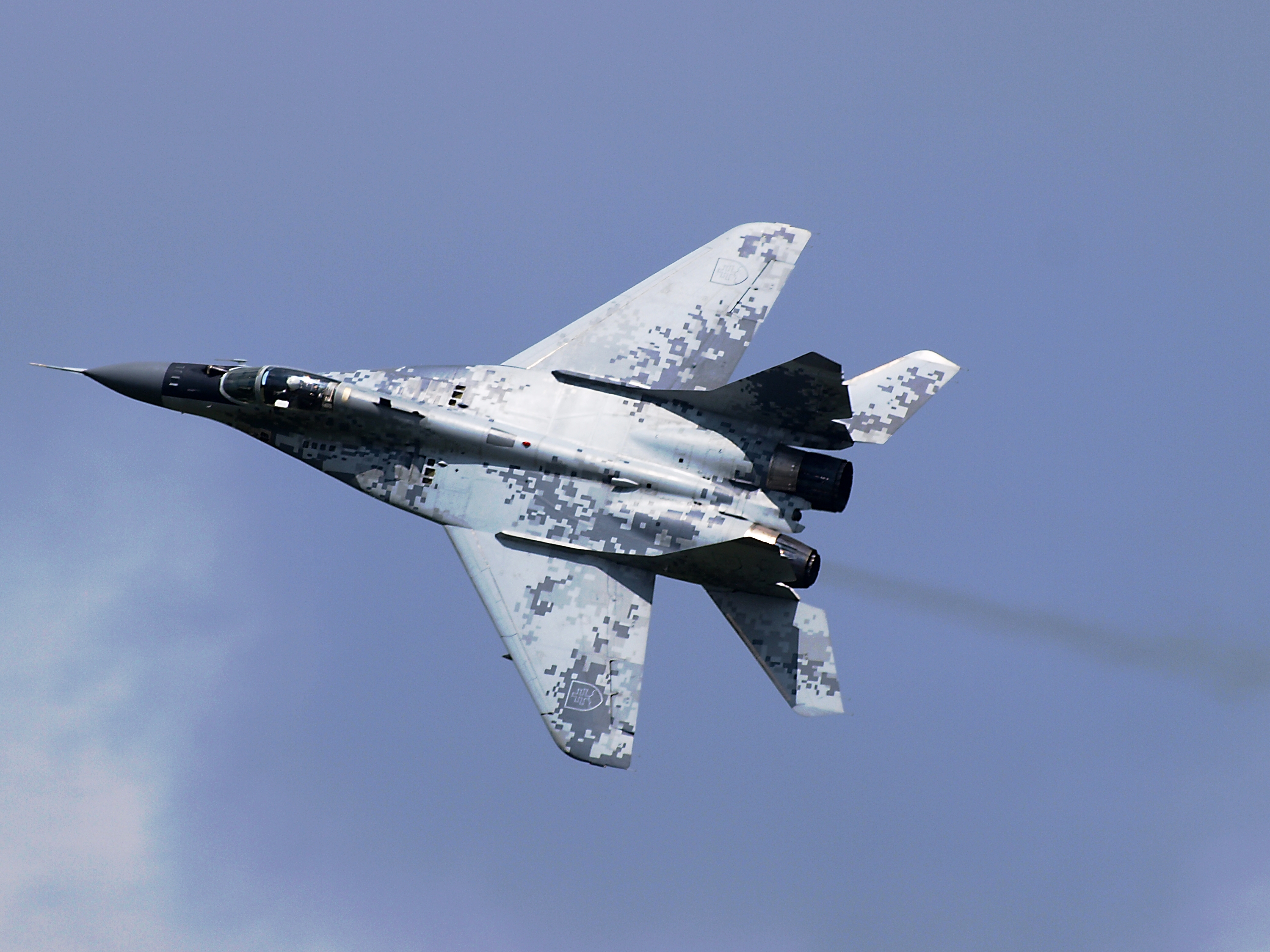
MiG-29AS actualizado para la OTAN de la Fuerza Aérea Eslovaca.

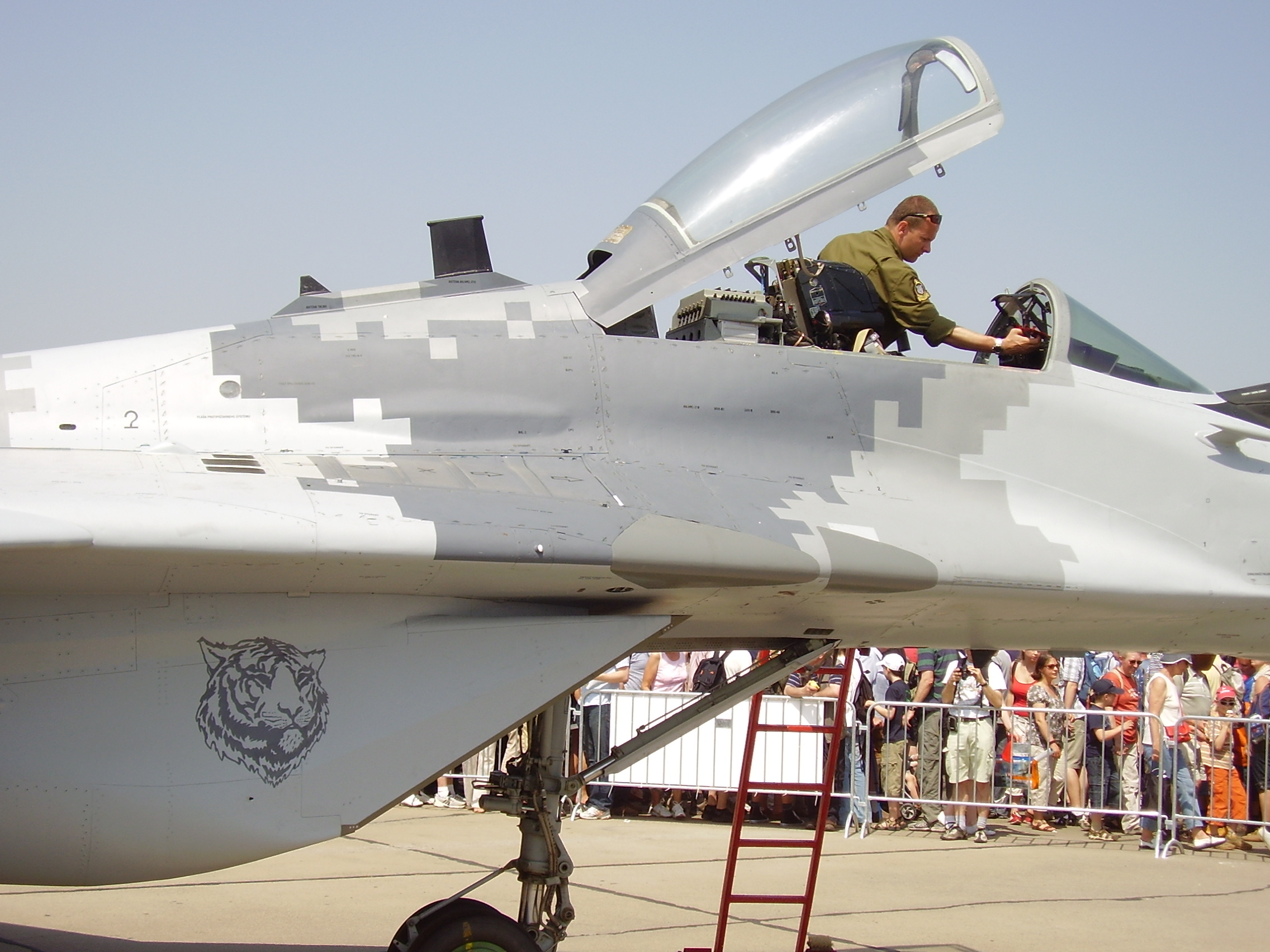
MiG-29AS actualizado para la OTAN de la Fuerza Aérea Eslovaca.

  -  Mikoyan-Gurevich MiG-29 Fulcrum - 12 (actualizado para la OTAN)
  -  Aero L-39 Albatros - 8 (actualizado para la OTAN)
  -  Antonov An-26 Curl - 1 (actualizado para la OTAN)
  -  Let L-410 Turbolet - 4 (actualizado para la OTAN)
  -  Mil Mi-17 Hip-H - 10 (actualizado para la OTAN)

Nota — todos los datos de las aeronaves son a 1.1.2012
- Sistemas de Defensa Aérea
  -  SA-6 Gainful - 14 (4 baterías)
  -  Almaz SA-10 Grumble - 1 batería
  -  SA-18 Grouse

## Fuerzas Especiales

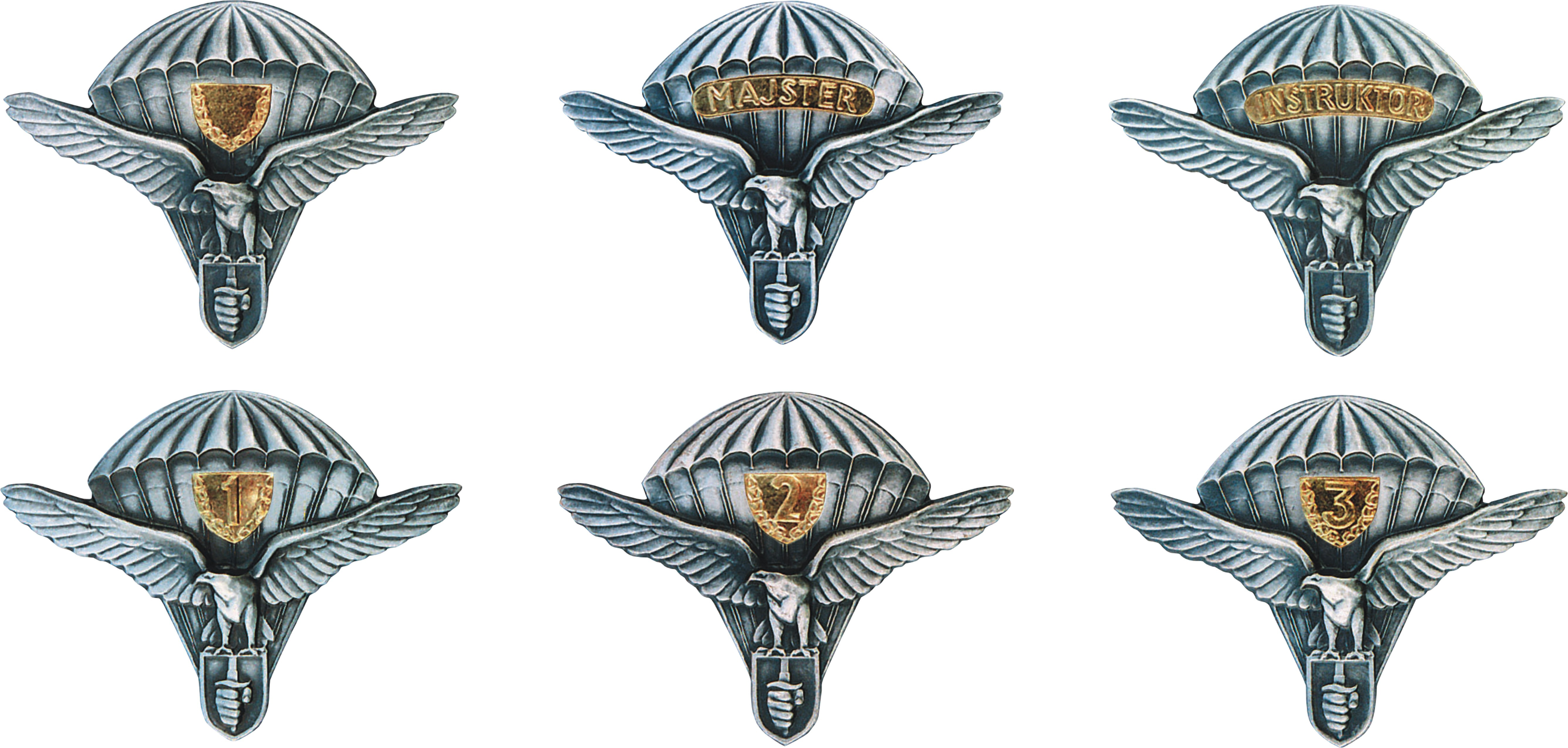
Insignias de los paracaidistas eslovacos.

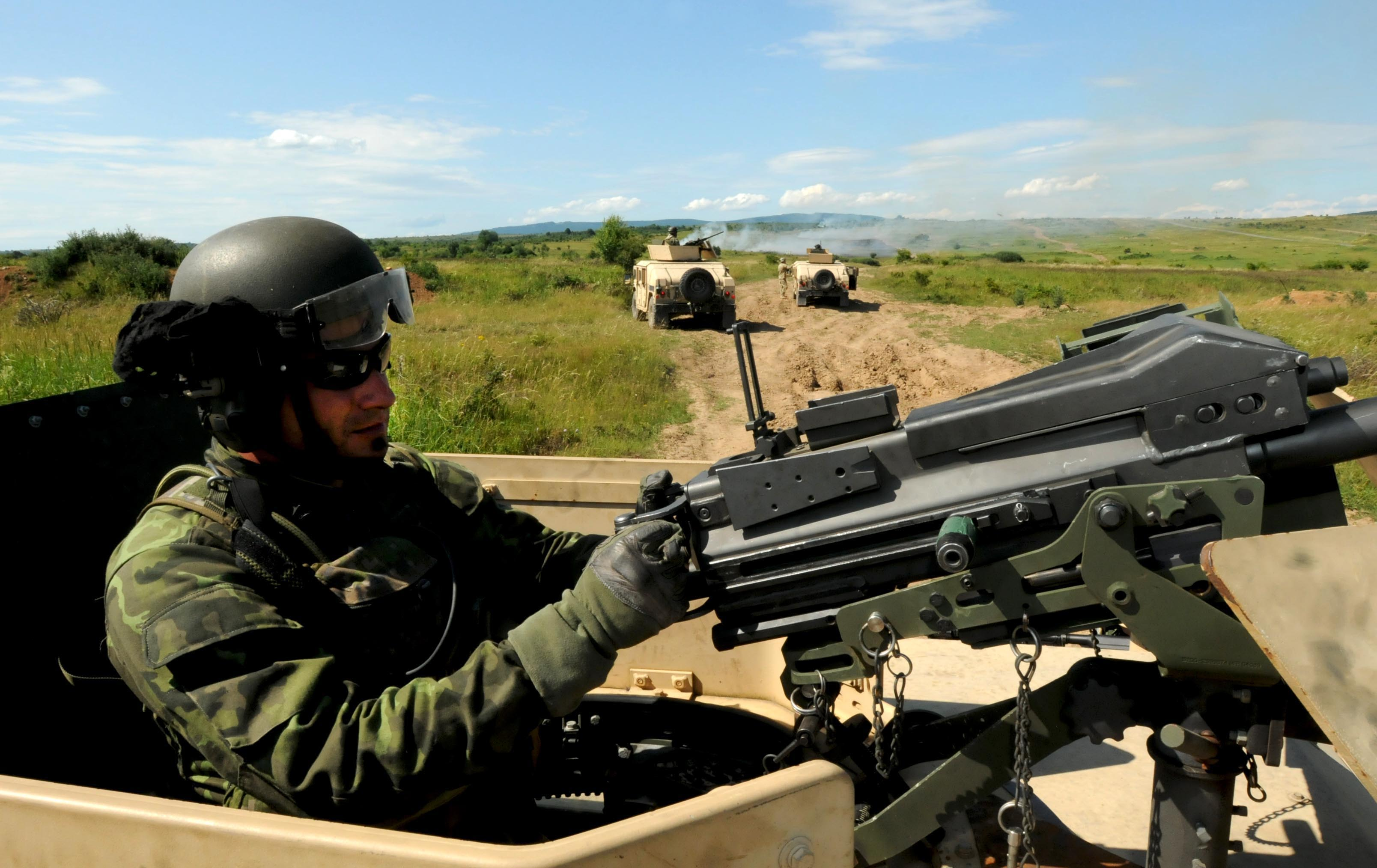
5.º Regimiento de Fuerzas Especiales.

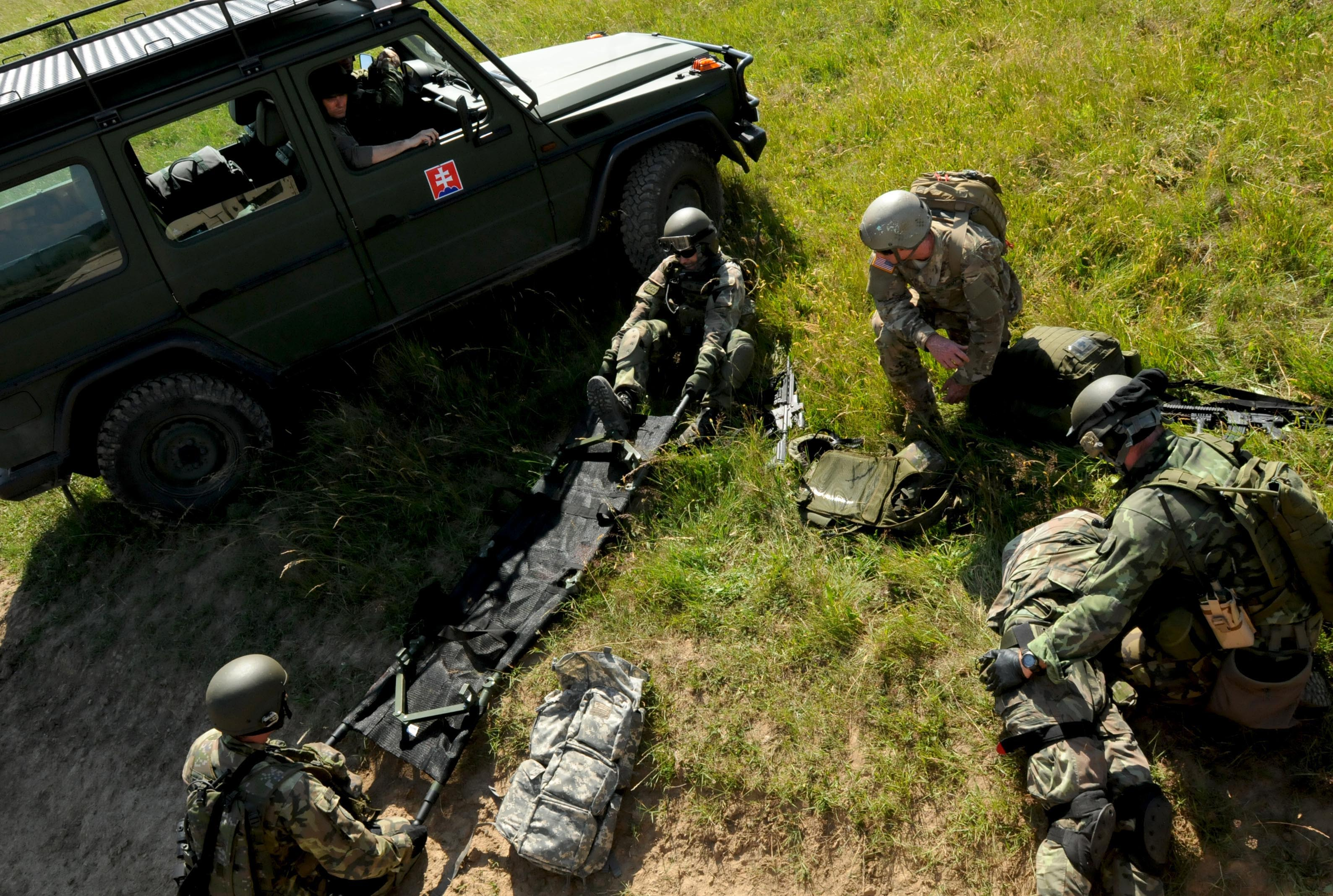
5.º Regimiento de Fuerzas Especiales

### 5.º Regimiento de Fuerzas Especiales
Es la principal unidad de Eslovaquia de operaciones especiales y contra-terrorismo. La unidad está directamente subordinada al jefe de Estado Mayor de las Fuerzas Armadas, pero trabaja para el Bureau de Reconocimiento Operacional.

### Fuerzas Especiales del Departamento Nacional Antidrogas
Estas fuerzas incluyen entre sus obligaciones el seguimiento de grupos criminales organizados, trabajo de cobertura, protección de testigos importantes, prevención de actos criminales y el arresto de criminales altamente peligrosos. Estas fuerzas operan bajo el mando del Ministerio del Interior de la República Eslovaca.

## Misiones
Eslovaquia tiene 198 efectivos de personal militar desplegados en todo el mundo en operaciones de apoyo al mantenimiento de la paz comandadas por Naciones Unidas. Eslovaquia se comprometió a aumentar el número de sus tropas en Afganistán a alrededor de 500 hombre para finales de 2010. Las tropas eslovacas están desplegadas en el sur de Afganistán. Eslovaquia también ha aumentado considerablemente su compromiso con la KFOR y la SFOR en Bosnia-Herzegovina en 2002. Pronto las tropas eslovacas serán retiradas de Kosovo ya que las Fuerzas Armadas Eslovacas ponen su prioridad en la misión de la OTAN en Afganistán - solo 20 hombres permanecerán por razones de inteligencia en Kosovo. Desde la independencia de Eslovaquia en 1993, ha habido 53 muertos entre personal militar en servicio de misiones lideradas por Naciones Unidas (hasta 2008).